# 方鯛
方鯛（学名：Capros aper）為方鲷属的唯一物种，属輻鰭魚綱菱鲷目菱鲷科，分布於東大西洋區，從挪威至塞內加爾海域，棲息深度40-700公尺，體長可達30公分，棲息在底層水域，屬肉食性，以蠕蟲、甲殼類等為食，雌魚體積大於雄魚。